# 埃里科·马拉泰斯塔
埃里科·马拉泰斯塔（義大利語：Errico Malatesta，1853年12月14日—1932年7月22日）是一名意大利无政府主义、革命社會主義者。生于两西西里王国圣玛丽亚-卡普阿韦泰雷，一生中大部分时间都流亡国外，总共被判入狱超过十年。馬拉泰斯塔撰写和编辑了许多激进报纸，同时也是米哈伊尔·巴枯宁的朋友。

## 生平

### 早年生活
埃里科·马拉泰斯塔于1853年12月14日出生于兩西西里王國卡塞塔省圣玛丽亚-卡普阿韦泰雷的一个中产地主家庭中。他的祖上可以追溯到曾统治里米尼的馬拉泰斯塔家族。十四岁时，马拉泰斯塔因给国王维托里奥·埃马努埃莱二世写了一封“无礼且咄咄逼人”的信而被逮捕，这也是他人生中第一次被捕入狱。
1877年4月，马拉泰斯塔、卡洛·卡菲罗和谢尔盖·斯捷普尼亚克-克拉夫钦斯基在貝內文托省召集了大概30人舉事，之后轻松占领了莱蒂诺和加洛马泰塞。革命军烧毁了当地的税单并宣布王政结束，这些举措得到了当地人民的支持。在离开加洛马泰塞后，他们立刻被政府军逮捕，在关押了16个月后被无罪释放。1878年，乔凡尼·帕萨南特暗杀国王翁貝托一世失败，警方随即开始对激进派多加关注。尽管无政府主义者称他们与帕萨南特没有关系，但马拉泰斯塔因倡导社会革命亦被警方纳入了监视范围。回到那不勒斯后不久，他于1878年秋因为持续受监视而被迫离开意大利，开始了他的流亡生涯。